# Strzelce (Marcinowice)
Strzelce (deutsch Strehlitz, auch Strehlitz am Zobten) ist ein Dorf in der Landgemeinde Marcinowice (Groß Merzdorf) im Powiat Świdnicki (Kreis Schweidnitz) in der Woiwodschaft Niederschlesien in Polen.

## Lage
Nachbarorte sind Szczepanów (Stephanshain) im Südwesten, Gola Świdnicka (Guhlau) im Nordwesten, Chwałków (Qualkau) im Süden, Tworzyjanów (Floriansdorf) im Nordosten. 

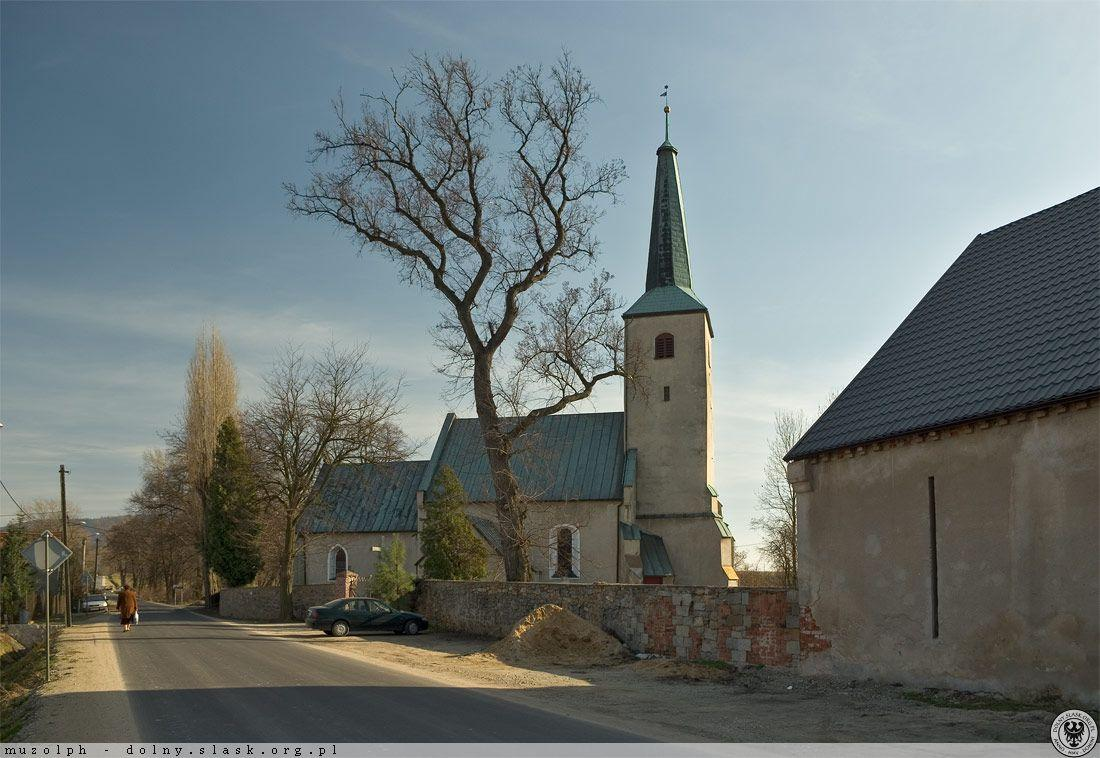
Allerheiligenkirche

## Geschichte
Die Ersterwähnung erfolgte 1193 als "Strelze". Der Ort erhielt 1242 deutsches Recht. Grundherr war bis zur Säkularisation 1810 das Sandstift in Breslau, darauf folgte das königlich-preußische Rentamt in Schweidnitz. 1845 zählte Strehlitz 72 Häuser, eine Erbscholtisei, ein Lehngut, 636 überwiegend katholische Einwohner (103 evangelisch), evangelische Kirche zu Domanze, eine katholische Pfarrkirche unter königlichem und fürstbischöflichen Patronat (eingepfarrt ausschließlich Strehlitz), ein Pfarrwidum mit 95 Morgen Acker, eine katholische Schule mit einem Hilfslehrer, eine Wassermühle mit zwei Einwohnern, eine Brauerei, eine Brennerei, zwei Baumwollwebstühle, fünf Leinwebstühle, 27 Handwerker, drei Händler und 1.550 Schafe. Strehlitz gehörte bis 1945 zum Amtsbezirk Stephanshain. Als Folge des Zweiten Weltkriegs fiel Strehlitz mit fast ganz Schlesien 1945 an Polen. Nachfolgend wurde es durch die polnische Administration in Strzelce umbenannt. Die deutschen Einwohner wurden, soweit sie nicht schon vorher geflohen waren, vertrieben. Die neu angesiedelten Bewohner stammten teilweise aus Ostpolen, das an die Sowjetunion gefallen war. Strzelce ist heute ein Teil der Landgemeinde Marcinowice. Von 1975 bis 1998 gehörte es zur Woiwodschaft Breslau.

## Sehenswürdigkeiten
- Allerheiligenkirche
- Herrenhaus